# Dolmen del Serrat de les Fonts II
El Dolmen del Serrat de les Fonts II és un dolmen del terme comunal de Sant Marçal, a la comarca dels Aspres, adscrita a la del Rosselló, de la Catalunya del Nord.
Està situat a 883,4 m alt a ponent del poble de Sant Marçal, en el Serrat de les Fonts. És a la zona sud-oest de la carena superior d'aquest serrat. És a uns 120 metres de distància al sud-oest del Dolmen del Serrat de les Fonts I.